# Эпизоды (телесериал)
«Эпизо́ды» (англ. Episodes) — американско-британский телесериал в жанре ситуационной комедии, совместное производство телекомпаний Hat Trick Productions и Crane/Clarik Productions. Автор идеи — Дэвид Крейн, создатель предшествующих хитов в аналогичном жанре «Друзья» и «Джоуи».
Премьера сериала состоялась на канале Showtime 9 января 2011 года, а 10 января трансляция началась на телеканале BBC Two. Главную роль исполняет Мэтт Леблан, звезда комедийных сериалов «Друзья» и «Джоуи». Финальный эпизод вышел 8 октября 2017 года.

## Сюжет
Сценаристы Шон и Беверли Линкольн принимают предложение переехать в Голливуд, чтобы сделать американскую версию британского сериала Lyman’s Boys («Парни Лаймана»), созданного ими и имевшего большой успех.
Едва попав на американскую почву концепция сериала начинает меняться. Он получает название Pucks! («Шайбы»). На главную роль вместо опытного британского актёра руководство канала предлагает Мэтта Леблана. Вместо истории о частной школе и её директоре он превращается в ситком о хоккейной команде. Все это происходит помимо воли Шона и Беверли, но они ничего не могут поделать так как поначалу на экранных маркетинговых тестах и пилоте вроде все идёт неплохо. Далее «Шайбы» попадают под огонь критики и низкий рейтинг. Казалось шоу вот-вот закроют, но по различным причинам шоу остаётся в эфирной сетке канала. Руководство канала меняется и, странным образом, «Шайбы» продолжаются и на второй сезон. Мэтт получает интересное предложение роли у конкурентов. Один из других сценариев Линкольнов нравится сразу двум телеканалам, но они вынуждены оставаться с уже ненавистными им «Шайбами».
В личной жизни героев все неспокойно. У Беверли на почве подозрений в измене случается интрижка с Мэттом ЛеБланом. У Шона небольшой роман с Морнинг. Брак Линкольнов едва не распадается, но всё же они возвращаются к семейной жизни. Тем не менее Беверли сохраняет дружеские отношения с Кэрол, одним из руководителей телеканала. Шон сближается с Мэттом, у которого оказывается не так много по-настоящему близких людей. Их дружба выдерживает все сложные ситуации.

## В ролях

### Главные герои
- Мэтт Леблан — Мэтт Леблан (41 эпизод)
- Тэмзин Грег — Беверли Линкольн (41 эпизод)
- Стивен Мэнгэн — Шон Линкольн (41 эпизод)
- Кэтлин Роуз Перкинс — Кэрол Рэнс (40 эпизодов)
- Джон Панкоу — Мёрк Лапидус (30 эпизодов)
- Мирси Монро — Морнинг Рэндольф (26 эпизодов)

### Второстепенные персонажи
| - Джозеф Мэй — Энди Баттон, кастинг-директор канала (26 эпизодов) - Дейзи Хаггард — Майра Лихт, глава отдела комедий (26) - Женевьев О’Райли — Джейми Лапидус, жена Мёрка (14) - Андреа Сэвадж — Хелен Бэш, исполнительный директор канала (13) - Скарлетт Роуз Паттерсон — Венди, секретарь Беверли и Шона (13) - Андреа Роузен — Эйлин Джаффи, агент Беверли и Шона (11) - Роджер Барт — Роджер Рискин, агент Мэтта (11) - Сэм Палладио — Стоук, актёр сериала «Шайбы» (10) - Фиона Гласкотт — Диана, бывшая жена Мэтта (10) | - Лори Кэлверт — Питер, ассистент Кэрол (9) - Крис Диамантопулос — Кастор Сотто, исполнительный директор канала (8) - Гарри Макинтайр — Джейсон, актёр сериала «Шайбы» (8) - Оливер Киран-Джонс — Эндрю Лесли, сценарист, бывший ассистент Беверли и Шона (8) - Майкл Брэндон — Эллиот Салат, руководитель телесети (8) - Джейкоб Андерсон — Кевин, актёр сериала «Шайбы» (8) - Брюс Маккиннон — Тим Уиттик, бывший соавтор Шона (7) - Софи Рандл — Лабиа, фанатка Мэтта (5) |

### Приглашённые знаменитости
| - Ричард Гриффитс — Джулиан Буллард, актёр из Великобритании (Сезон 1) - Джеймс Майкл Тайлер — Джеймс Майкл Тайлер (Сезон 2) - Дэвид Швиммер — Дэвид Швиммер (Сезон 4) |

## Производство

### Кастинг
На роли Шона и Беверли Линкольн были выбраны британские актёры Стивен Мэнгэн и Тэмзин Грейг, снимавшиеся ранее в ситкоме «Зелёное крыло». Роль Беверли изначально предлагали актрисе Клэр Форлани, но та отказалась. На главную роль в сериале Шона и Беверли был выбран Мэтт Леблан. Роль продюсера Мерка Лапидуса получил Томас Хейден Чёрч, однако впоследствии из-за начавшихся разногласий его заменили на Джона Пэнкоу.

### Съёмки
Съёмки сериала проходили в Лос-Анджелесе, США, а также в Великобритании, где расположен особняк Шона и Беверли стоимостью 35 млн. фунтов стерлингов (хотя в сериале показано, что особняк построен в Лос-Анджелесе).
После премьерного показа первого сезона, Showtime и BBC Two продлили съёмки на второй сезон, состоящий из 9 эпизодов. На тот момент права на трансляцию сериала были проданы 186 телеканалам во всем мире.
Показ второго сезона начался 11 мая 2012 года на телеканалах BBC Two и BBC HD и 1 июля 2012 года — на Showtime. В сентябре того же года стало известно о начале съёмок третьего сезона, который также будет состоять из 9 эпизодов. Третий сезон был показан весной 2014 года. Четвёртый сезон начался 11 января 2015 года.
10 июня 2015 года Showtime объявил о продлении сериала на последний пятый сезон из 7 эпизодов. Съёмки должны начаться в Лондоне в 2016 году. 5-й сезон выходит на экраны 20 августа 2017 года.

## Эпизоды
| Сезон | Сезон | Эпизоды | Дата показа в Великобритании | Дата показа в Великобритании | Дата показа в США | Дата показа в США |
| Сезон | Сезон | Эпизоды | Премьера сезона              | Финал сезона                 | Премьера сезона   | Финал сезона      |
| ----- | ----- | ------- | ---------------------------- | ---------------------------- | ----------------- | ----------------- |
|       | 1     | 7       | 10 января 2011               | 21 февраля 2011              | 9 января 2011     | 20 февраля 2011   |
|       | 2     | 9       | 11 мая 2012                  | 6 июля 2012                  | 1 июля 2012       | 26 августа 2012   |
|       | 3     | 9       | 14 мая 2014                  | 9 июля 2014                  | 12 января 2014    | 16 марта 2014     |
|       | 4     | 9       | 11 мая 2015                  | 9 июля 2015                  | 11 января 2015    | 15 марта 2015     |
|       | 5     | 7       | 30 марта 2018                | 11 мая 2018                  | 20 августа 2017   | 8 октября 2017    |

## Критика и восприятие
Оба сезона сериала получили различные оценки критиков. К примеру, британская газета Guardian положительно оценила работу актёров, но отметила среди недостатков скучный сюжет и идею «сериала о сериале». USA Today назвала сериал «лучшим лёгким шоу нового сезона». A Boston Herald опечалилась, что данное шоу «никогда не достигнет широкой аудитории». Репортёр Алан Sepinwall из HitFix заявил, что «сериал станет худшим моментом 2011 года». Ответ авторов на критику оставался вполне оптимистичным, второй сезон в целом получил отзывы, аналогичные первому.

## Награды и номинации
«Золотой глобус»
- Лучшая мужская роль в телевизионном сериале (комедия или мюзикл) — Мэтт Леблан (2012 год)

Номинации:
- Лучший телевизионный сериал (комедия или мюзикл) (2012 год)
- Лучшая мужская роль в телевизионном сериале Мэтт Леблан (2013 год)
- Лучший телевизионный сериал (комедия или мюзикл) (2013 год)